# رون وودز
رون وودز (بالإنجليزية: Ron Woods)‏ هو لاعب كرة قاعدة أمريكي، ولد في 1 فبراير 1943 في مقاطعة هاملتون في الولايات المتحدة.

## وصلات خارجية
- رون وودز على موقع الدوري الياباني لكرة القاعدة (الإنجليزية)
- رون وودز على موقعبيزبول رفرنس.كوم (الدوري الرئيسي) (الإنجليزية)
- رون وودز على موقعبيزبول رفرنس.كوم (الدوري الثانوي) (الإنجليزية)
- رون وودز على موقع إي إس بي إن.كوم (أم.أل.بي) (الإنجليزية)
- رون وودز على موقع مشجعي الرسوم البيانية (الإنجليزية)